# Międzynarodowe Stowarzyszenie Drzeworytników XYLON
Międzynarodowe Stowarzyszenie Drzeworytników XYLON – stowarzyszenie artystów posługujących się w swojej pracy twórczej technikami druku wypukłego założone 26 października 1953 w Zurychu. Rozszerzało ono działalność szwajcarskiej organizacji Xylos powstałej w 1944. Pierwszym przewodniczącym był belgijski artysta, współzałożyciel stowarzyszenia, Frans Masereel.
Organizacja Xylon miała być początkowo poświęcona tylko drzeworytnikom (gr. xylon – drzewo), jednak z czasem rozszerzyła swój zakres zainteresowań o wszystkie techniki artystycznego druku wypukłego. Celem stowarzyszenia jest zrzeszanie artystów wykorzystujących owe techniki oraz propagowanie tej dziedziny sztuki. Organizacja ma usprawnić komunikację między ludźmi chcącymi dzielić się doświadczeniami i informacjami na ten temat. 
Na Stowarzyszenie Xylon składa się zespół sekcji w kilku krajach: Argentynie, Austrii, Belgii, Kanadzie, Francji, Niemczech, Włoszech, Polsce, Szwecji i Szwajcarii. Każda z nich realizuje swoje zadania poprzez organizację warsztatów i wystaw, również we współpracy z innymi sekcjami, prowadzenie sklepów graficznych oraz wydawaniem kolekcjonerskich katalogów, czasopism i książek. Cyklicznie organizowane jest międzynarodowe triennale Xylon, otwarte również dla niezrzeszonych artystów. Pierwsza taka wystawa odbyła się w Kunsthalle w Zurychu w 1953. Następne edycje zmieniały swoje lokalizacje. Od 2005 triennale organizowane jest w Muzeum Sztuki Współczesnej Fernet Branca w Saint-Louis we Francji.